# Border jezici
Border jezici (tami), danas samostalna papuanska jezična porodica koja je prije činila dio šire transnovogvinejske porodice. Ovi jezici govore se u graničnom području Indonezije i Papue Nove Gvineje na otoku Nova Gvineja. 
Sastoji se od tri uže podskupine koje obuhvaćaju ukupno 15 jezika, to su: bewani sa (5) jezika; taikat sa (2) jezika; i waris sa (8) jezika.